# Зобот (Штирия)
Зобот (нем. Soboth (Steiermark)) — коммуна (нем. Gemeinde) в Австрии, в федеральной земле Штирия. 
Входит в состав округа Дойчландсберг.  Население составляет 410 человек (на 31 декабря 2005 года). Занимает площадь 42,38 км². Официальный код  —  60 332.

## Политическая ситуация
Бургомистр коммуны — Хуберт Коллер (СДПА) по результатам выборов 2005 года.
Совет представителей коммуны (нем. Gemeinderat) состоит из 9 мест.
- СДПА занимает 6 мест.
- АНП занимает 3 места.